# Comuna Botoroaga, Teleorman
Botoroaga este o comună în județul Teleorman, Muntenia, România, formată din satele Botoroaga (reședința), Călugăru, Târnava, Tunari și Valea Cireșului.

## Istorie
La sfârșitul secolului al XIX-lea, comuna făcea parte din plasa Câlniștea a județului Vlașca și era format numai din satul Botoroaga, cu o populație de 490 de locuitori. În comună exista o școală mixtă și o biserică. La acea vreme, pe teritoriul actual al comunei, în aceiași plasă mai funcționa și comuna Târnava de Jos, care era alcătuită din satele Comoara, Dandara, Târnava de Jos și Tunari, cu o populație de 2010 de locuitori. În comună exista o școală mixtă și o biserică, iar satul Călugăru era parte a comunei Moșteni.
În Anuarul Socec din 1925, satul Botoroaga apare ca parte a comunei Târnavele, care făcea parte din aceiași plasă, și avea o populație de 4963 de locuitori (în satele Botoraga, Comoara, Târnava de Sus, Târnava de Jos și Tunari).
În 1931, satele Botoroaga și Văceni se desprind de comuna Târnavele, reînființându-se comuna Botoroaga. Comuna Târnavele a primit denumirea de Târnava și era împărțită în satele Tunari și Târnava,iar comuna Călugăru s-a desprins de comuna Flămânda, formându-și o comună de sine-stătătoare.
În anul 1950, comuna a trecut în administrația raionului Drăgănești-Vlașca, al regiunii Teleorman, raion care, doi ani mai târziu, a fost inclus în regiunea București. Între timp, comuna Târnava a fost desființată și inclusă în comuna Botoroaga, iar satele Comoara și Văceni au fost transferate la comuna Drăgănești-Vlașca. În anul 1964, comuna Călugăru a primt numele de Stejaru.
În anul 1968, comuna a trecut la județul Teleorman având componența actuală.

## Demografie
Componența etnică a comunei Botoroaga
     Români (91,48%)
     Alte etnii (8,52%)
Componența confesională a comunei Botoroaga
     Ortodocși (91,41%)
     Alte religii (0,44%)
     Necunoscută (8,15%)
Conform recensământului efectuat în 2021, populația comunei Botoroaga se ridică la 4.588 de locuitori, în scădere față de recensământul anterior din 2011, când fuseseră înregistrați 5.899 de locuitori. Majoritatea locuitorilor sunt români (91,48%). Din punct de vedere confesional, majoritatea locuitorilor sunt ortodocși (91,41%), iar pentru 8,15% nu se cunoaște apartenența confesională.

## Politică și administrație
Comuna Botoroaga este administrată de un primar și un consiliu local compus din 13 consilieri. Primarul, Gheorghiță Ivan-Parpală[*], de la Partidul Social Democrat, este în funcție din 1 noiembrie 2024. Începând cu alegerile locale din 2024, consiliul local are următoarea componență pe partide politice:
|  | Partid                          | Consilieri | Componența Consiliului | Componența Consiliului | Componența Consiliului | Componența Consiliului | Componența Consiliului | Componența Consiliului | Componența Consiliului |
|  | ------------------------------- | ---------- | ---------------------- | ---------------------- | ---------------------- | ---------------------- | ---------------------- | ---------------------- | ---------------------- |
|  | Partidul Social Democrat        | 7          |                        |                        |                        |                        |                        |                        |                        |
|  | Partidul Național Liberal       | 5          |                        |                        |                        |                        |                        |                        |                        |
|  | Alianța pentru Unirea Românilor | 1          |                        |                        |                        |                        |                        |                        |                        |

## Personalități născute aici
- Gheorghe Mulțescu (1951 - 2024), fotbalist, antrenor;
- Vasile Zidaru (n. 1961), interpret de muzică populară;
- Daniel Neaga (n. 1965), rugbist.